# Maggie Castle
Maggie Castle (* 7. August 1983 in Montreal, Québec) ist eine kanadische Schauspielerin.

## Leben
Seit Ende der 1980er Jahre ist die Schauspielerin aktiv. 1997 spielte sie eine kleine Rolle im Film Der Schakal – die 13-jährige Geisel Maggie. 2007 war sie an der Seite von Billy Zane in der kanadisch-US-amerikanischen Horror-Komödie The Mad zu sehen. Insgesamt war sie in mehr als 40 Film- und Fernsehproduktionen zu sehen.
Ihre Schwester Aimée Castle (* 1978) ist ebenfalls Schauspielerin.

## Filmografie (Auswahl)
- 1990: Vincent und ich (Vincent et moi)
- 1993: Because Why
- 1995: Kids of the Round Table
- 1997: Der Schakal (The Jackal)
- 1998: Nico, das Einhorn (Nico the Unicorn)
- 1999: Babel
- 2005: The Perfect Man
- 2006: The Woods
- 2007: The Mad
- 2007: Weirdsville
- 2007: Dead Mary
- 2007: I’m Not There
- 2008: Hank and Mike
- 2009: Die Frau des Zeitreisenden (The Time Traveler’s Wife)
- 2010: Flying Lessons
- 2010: StarStruck – Der Star, der mich liebte (StarStruck)
- 2013: Destruction: Las Vegas (Blast Vegas) (Fernsehfilm)
- 2015: Tumbledown
- 2017: Stronger
- 2017: Professor Marston & The Wonder Women
- 2018: Super Troopers 2
- 2018: American Woman

## Fernsehserien
- 1989: Starting from Scratch (1 Episode)
- 1992: Heritage Minutes (1 Episode)
- 1994: Tales of the Wild (1 Episode)
- 1994: Aventures dans le Grand Nord (1 Episode)
- 1996: Goosebumps (1 Episode)
- 1998: The Mystery Files of Shelby Woo (1 Episode)
- 2000: Teenage Werewolf (1 Episode)
- 2000: Grusel, Grauen, Gänsehaut (Are You Afraid of the Dark?, 1 Episode)
- 2001: Vampire High (1 Episode)
- 2003: Starhunter (1 Episode)
- 2004: The Grid (5 Episoden)
- 2005: Beach Girls (6 Episoden)
- 2010–2012: Todd and the Book of Pure Evil (26 Episoden)
- 2015: Saving Hope (1 Episode)

## Synchronsprecherin
- 1997–2020: Erdferkel Arthur und seine Freunde (Arthur, Originalstimme von Molly MacDonald, Fernsehserie, 27 Episoden)
- 2017: Todd and the Book of Pure Evil – The End of the End (Originalstimme von Jenny Kolinsky)

## Auszeichnungen
- 2011: Gemini Award (Best Ensemble Performance in a Comedy Program or Series für ihre Rolle in Todd and the Book of Pure Evil)